# 甲基肼
甲基肼（英語：Monomethylhydrazine，简称MMH），是一种致命的挥发性肼类，化学式为CH3NHNH2。它可用作液体火箭发动机的火箭推进剂。
甲基肼被认为是鹿花菌属，尤其是鹿花菌的毒性来源。这些甲基肼是由鹿花菌素的水解而成的。
甲基肼被认为是一种可能的职业致癌物，并且将甲基肼的职业暴露限制设定在保护水平以考虑可能的致癌性。